# Petra Bläss

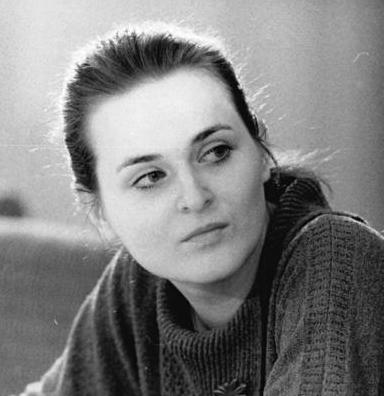
Petra Bläss als Vorsitzende der Wahlkommission der DDR 1990. In diese Funktion hatte der Zentrale Runde Tisch der DDR Bläss als Vorsitzende des Unabhängigen Frauenverbandes gewählt.

Petra Bläss (auch: Petra Bläss-Rafajlovski) (* 12. Juni 1964 in Leipzig) ist eine deutsche ehemalige Politikerin (PDS). Von 1998 bis 2002 war sie Vizepräsidentin des Deutschen Bundestages.
Nach dem Abitur 1982 absolvierte Petra Bläss ein Lehramtsstudium an der Humboldt-Universität zu Berlin, das sie 1987 als Diplom-Lehrerin für Geschichte und Deutsch beendete. Dem schloss sich bis 1990 ein Forschungsstudium am Bereich Literaturwissenschaft der Sektion Germanistik an der HU Berlin an. Sie war die Vorsitzende der Wahlkommission bei der ersten freien Volkskammerwahl am 18. März 1990. Von Juni bis Dezember 1990 arbeitete sie dann als Redakteurin beim Deutschen Fernsehfunk (DFF). Seit 2003 ist Petra Bläss als freiberufliche Politikberaterin tätig und arbeitete unter anderem für den Balkan-Stabilitätspakt.
Ab 1986 war Petra Bläss Mitglied der SED. Sie verließ die Partei im Januar 1990 und war Mitbegründerin des Unabhängigen Frauenverbandes der DDR. 1997 trat sie in die PDS ein. Diese Mitgliedschaft beendete sie 2005 aus beruflichen Gründen.
Von 1990 bis 2002 war sie für die PDS Mitglied des Deutschen Bundestages. Hier war sie vom 26. Oktober 1998 bis zum 17. Oktober 2002 Vizepräsidentin des Deutschen Bundestages. Sie vertrat ihre Fraktion im Auswärtigen Ausschuss des Bundestages. Von 1998 bis 2002 war sie außerdem frauenpolitische Sprecherin der PDS-Bundestagsfraktion. Bläss war 1998 für die 14. Wahlperiode über die Landesliste Sachsen-Anhalt in den Deutschen Bundestag eingezogen. Sie war Mitglied der Atlantik-Brücke und der Südosteuropa-Gesellschaft.
Nach der Abgeordnetentätigkeit ist sie seit dem Jahr 2015 im Schuldienst des Landes Brandenburg tätig.